# Shirak FC
Maillots
Actualités
Le Shirak Gyumri Football Club (en arménien : Շիրակ Գյումրի Ֆուտբոլային Ակումբ), plus couramment abrégé en Shirak FC, est un club arménien de football fondé en 1958 et basé dans la ville de Giumri (ex-Leninakan).
Le club joue actuellement dans le stade du Gyumri Stadium, qui peut contenir près de 3000 supporters.

## Histoire
Pendant les années 1970, le club a joué sous le nom de l'Olympia. Le club jouait en deuxième Ligue soviétique jusqu'à l'indépendance du pays. 
Leur stade est rénové en 1999. 
Le club est l'un des plus anciens en Arménie et a produit de nombreux joueurs talentueux qui sont passés pour représenter le pays en sélection. Artur Petrossian et Haroutioun Vardanian sont deux joueurs célèbres qui ont joué au club. 
Le club a remporté 4 championnats et 3 Supercoupes d'Arménie.
Shirak a participé à 3 coupes européennes : Ligue des Champions, Coupe de l'UEFA et Coupe Intertoto.
Le club est actuellement entraîné par Vardan Bichakhchyan depuis juillet 2011.

### Historique du club
- 1958 : fondation du club sous le nom de Shirak FC Leninakan
- 1970 : le club est renommé Olympia Leninakan
- 1981 : le club est renommé Shirak FC Leninakan
- 1991 : le club est renommé Shirak FC Giumri
- 1992 : 1re participation à la 1re division
- 1995 : 1re participation à une Coupe d'Europe (C3, saison 1995/96)

## Bilan sportif

### Palmarès
| \| - Championnat d'Arménie (4) : - Champion : 1992, 1994, 1999 et 2012-13. - Vice-champion : 1993, 1995-96, 1997, 1998, 2002 et 2015-16. - Coupe d'Arménie (2) : - Vainqueur : 2012 et 2017. - Finaliste : 1993, 1994, 1999, 2011, 2013 et 2023. \| \| - Supercoupe d'Arménie (5) : - Vainqueur : 1996, 1999, 2002, 2013 et 2017. - Finaliste : 1998. \| |  |                                                                                                |
| - Championnat d'Arménie (4) : - Champion : 1992, 1994, 1999 et 2012-13. - Vice-champion : 1993, 1995-96, 1997, 1998, 2002 et 2015-16. - Coupe d'Arménie (2) : - Vainqueur : 2012 et 2017. - Finaliste : 1993, 1994, 1999, 2011, 2013 et 2023. |  | - Supercoupe d'Arménie (5) : - Vainqueur : 1996, 1999, 2002, 2013 et 2017. - Finaliste : 1998. |

### Bilan par saison
Légende
- Vainqueur de la compétition.
- Deuxième ou finaliste de la compétition.
- Troisième de la compétition.

| Saison    | Championnat | Championnat | Championnat | Championnat | Championnat | Championnat | Championnat | Championnat | Championnat | Championnat | Coupe d'Arménie     |
| Saison    | Division    | Pos         | Pts         | J           | V           | N           | D           | BP          | BC          | Diff        | Coupe d'Arménie     |
| --------- | ----------- | ----------- | ----------- | ----------- | ----------- | ----------- | ----------- | ----------- | ----------- | ----------- | ------------------- |
| 1992      | 1re         | 1er         | 37          | 22          | 17          | 3           | 2           | 58          | 14          | +44         | Demi-finales        |
| 1993      | 1re         | 2e          | 49          | 28          | 24          | 1           | 3           | 101         | 20          | +81         | Finale              |
| 1994      | 1re         | 1er         | 52          | 28          | 24          | 4           | 0           | 83          | 19          | +64         | Finale              |
| 1995      | 1re         | 1er         | 24          | 10          | 7           | 3           | 0           | 23          | 6           | +17         | Demi-finales        |
| 1995-1996 | 1re         | 2e          | 51          | 22          | 16          | 3           | 3           | 67          | 23          | +44         | Demi-finales        |
| 1996-1997 | 1re         | 4e          | 47          | 22          | 15          | 2           | 5           | 57          | 11          | +46         | Quarts de finale    |
| 1997      | 1re         | 2e          | 41          | 18          | 12          | 5           | 1           | 46          | 8           | +38         | —                   |
| 1998      | 1re         | 2e          | 61          | 26          | 19          | 4           | 3           | 72          | 25          | +47         | Quarts de finale    |
| 1999      | 1re         | 1er         | 73          | 32          | 23          | 4           | 5           | 93          | 29          | +64         | Finale              |
| 2000      | 1re         | 3e          | 58          | 28          | 17          | 7           | 4           | 64          | 21          | +43         | Quarts de finale    |
| 2001      | 1re         | 4e          | 47          | 22          | 14          | 5           | 3           | 52          | 19          | +33         | Demi-finales        |
| 2002      | 1re         | 2e          | 51          | 22          | 16          | 3           | 3           | 49          | 15          | +34         | Quarts de finale    |
| 2003      | 1re         | 3e          | 53          | 28          | 17          | 2           | 9           | 63          | 34          | +29         | Demi-finales        |
| 2004      | 1re         | 8e          | 21          | 28          | 4           | 9           | 15          | 27          | 49          | -22         | Demi-finales        |
| 2005      | 1re         | 8e          | 12          | 18          | 3           | 3           | 12          | 19          | 36          | -17         | Quarts de finale    |
| 2006      | 1re         | 7e          | 19          | 28          | 4           | 7           | 17          | 21          | 64          | -43         | Quarts de finale    |
| 2007      | 1re         | 6e          | 34          | 28          | 9           | 7           | 12          | 27          | 37          | -10         | Quarts de finale    |
| 2008      | 1re         | 7e          | 19          | 28          | 5           | 4           | 19          | 15          | 40          | -25         | Quarts de finale    |
| 2009      | 1re         | 6e          | 23          | 28          | 5           | 8           | 15          | 24          | 55          | -31         | Quarts de finale    |
| 2010      | 1re         | 8e          | 10          | 28          | 2           | 4           | 22          | 22          | 68          | -46         | Quarts de finale    |
| 2011      | 1re         | 7e          | 25          | 28          | 6           | 7           | 15          | 27          | 42          | -15         | Finale              |
| 2012-2013 | 1re         | 1er         | 88          | 42          | 26          | 10          | 6           | 70          | 38          | +32         | Vainqueur           |
| 2012-2013 | 1re         | 1er         | 88          | 42          | 26          | 10          | 6           | 70          | 38          | +32         | Finale              |
| 2013-2014 | 1re         | 2e          | 47          | 28          | 13          | 8           | 7           | 48          | 31          | +17         | Quarts de finale    |
| 2014-2015 | 1re         | 3e          | 49          | 28          | 14          | 7           | 7           | 51          | 32          | +19         | Quarts de finale    |
| 2015-2016 | 1re         | 2e          | 52          | 28          | 15          | 7           | 6           | 41          | 27          | +14         | Quarts de finale    |
| 2016-2017 | 1re         | 3e          | 53          | 30          | 16          | 5           | 9           | 31          | 24          | +7          | Vainqueur           |
| 2017-2018 | 1re         | 4e          | 38          | 30          | 14          | 8           | 8           | 37          | 31          | +6          | Demi-finales        |
| 2018-2019 | 1re         | 7e          | 36          | 32          | 7           | 15          | 10          | 26          | 30          | -4          | Premier tour        |
| 2019-2020 | 1re         | 4e          | 46          | 28          | 13          | 7           | 8           | 40          | 30          | +10         | Huitièmes de finale |
| 2020-2021 | 1re         | 9e          | 13          | 24          | 2           | 7           | 15          | 19          | 53          | -34         | Huitièmes de finale |
| 2021-2022 | 2e          | 2e          | 69          | 28          | 22          | 3           | 3           | 83          | 19          | +64         | Premier tour        |

1. ↑  La saison 1995 servant de saison de transition, aucun vainqueur n'est désigné en fin d'exercice.

### Bilan européen
Note : dans les résultats ci-dessous, le score du club est toujours donné en premier.
| Saison    | Compétition         | Tour              | Club                   | Domicile | Extérieur | Total             |
| --------- | ------------------- | ----------------- | ---------------------- | -------- | --------- | ----------------- |
| 1995-1996 | Coupe UEFA          | Tour préliminaire | Zagłębie Lubin         | 0 - 1    | 0 - 0     | 0 - 1             |
| 1996-1997 | Coupe UEFA          | Tour préliminaire | Anorthosis Famagouste  | 2 - 2    | 0 - 4     | 2 - 6             |
| 1998-1999 | Coupe UEFA          | Premier tour Q    | Malmö FF               | 0 - 2    | 0 - 5     | 0 - 7             |
| 1999-2000 | Coupe UEFA          | Premier tour Q    | HJK Helsinki           | 1 - 0    | 0 - 2     | 1 - 2             |
| 2000-2001 | Ligue des champions | Premier tour Q    | BATE Borisov           | 1 - 1    | 1 - 2     | 2 - 3             |
| 2001      | Coupe Intertoto     | Premier tour      | FC Tatabánya           | 1 - 3    | 3 - 2     | 4 - 5             |
| 2002      | Coupe Intertoto     | Premier tour      | CD Santa Clara         | 3 - 3    | 0 - 2     | 3 - 5             |
| 2003-2004 | Coupe UEFA          | Tour préliminaire | FC Nordsjælland        | 0 - 2    | 0 - 4     | 0 - 6             |
| 2004-2005 | Coupe UEFA          | Premier tour Q    | FC Tiraspol            | 1 - 2    | 0 - 2     | 1 - 4             |
| 2012-2013 | Ligue Europa        | Premier tour Q    | Rudar Pljevlja         | 1 - 1    | 1 - 0     | 2 - 1             |
| 2012-2013 | Ligue Europa        | Deuxième tour Q   | Bnei Yehoudah Tel-Aviv | 0 - 1    | 0 - 2     | 0 - 3             |
| 2013-2014 | Ligue des champions | Premier tour Q    | SP Tre Penne           | 3 - 0    | 0 - 1     | 3 - 1             |
| 2013-2014 | Ligue des champions | Deuxième tour Q   | Partizan Belgrade      | 1 - 1    | 0 - 0     | 1 - 1E            |
| 2014-2015 | Ligue Europa        | Premier tour Q    | Shakhtyor Karagandy    | 1 - 2    | 0 - 4     | 1 - 6             |
| 2015-2016 | Ligue Europa        | Premier tour Q    | Zrinjski Mostar        | 2 - 0    | 1 - 2     | 3 - 2             |
| 2015-2016 | Ligue Europa        | Deuxième tour Q   | AIK Solna              | 0 - 2    | 0 - 2     | 0 - 4             |
| 2016-2017 | Ligue Europa        | Premier tour Q    | Dila Gori              | 1 - 0 ap | 0 - 1     | 1 - 1 (4 - 1 tab) |
| 2016-2017 | Ligue Europa        | Deuxième tour Q   | Spartak Trnava         | 1 - 1    | 0 - 2     | 1 - 3             |
| 2017-2018 | Ligue Europa        | Premier tour Q    | ND Gorica              | 0 - 2    | 2 - 2     | 2 - 4             |
| 2020-2021 | Ligue Europa        | Premier tour Q    | Steaua Bucarest        | N/A      | 0 - 3     | 0 - 3             |

Légende
- Victoire ou qualification pour le tour suivant
- Match nul
- Défaite ou élimination de la compétition

## Personnalités du club

### Présidents
- Arman Sahakian

### Entraîneurs
- Vardan Bichakhchian

## Identité visuelle

Logo jusqu'en 2010.
Logo actuel.